# Risk (spel)
För andra betydelser, se Risk (olika betydelser).
Risk (franska: La Conquête du Monde) är ett strategiskt brädspel för 2 till 6 spelare. Spelet uppfanns av Albert Lamorisse och utgavs första gången 1957 i Frankrike. Spelet är turbaserat med ett bräde i form av en världskarta. Varje spelare kontrollerar sina arméer med vars hjälp de ska försöka ta över världen. 1959 utgavs spelet i USA av Parker Brothers (senare uppköpt av Hasbro).

## Spelets mål
Målet i traditionellt Risk är att ta över världen. Det finns också olika slags uppdragskort som man kan välja att spela med, den spelare som först fullbordat uppdraget vinner. Det finns många väl beprövade strategier för hur ett Risk-parti vinns, där det mest kända och kanske mest framgångsrika sättet är det som erövrare i tusentals år levt efter: "Den som kontrollerar Asien kontrollerar spelet".

### Landområden
Spelet har olika landområden beroende på vilken utgåva man spelar. I utgåvan från 2006 finns följande landområden:
| Landområde          | Kontinent och spelfärg |
| ------------------- | ---------------------- |
| Alaska              | Nordamerika            |
| Nordvästterritoriet | Nordamerika            |
| Grönland            | Nordamerika            |
| Alberta             | Nordamerika            |
| Ontario             | Nordamerika            |
| Quebec              | Nordamerika            |
| Västra USA          | Nordamerika            |
| Östra USA           | Nordamerika            |
| Centralamerika      | Nordamerika            |
| Venezuela           | Sydamerika             |
| Brasilien           | Sydamerika             |
| Peru                | Sydamerika             |
| Argentina           | Sydamerika             |
| Island              | Europa                 |
| Skandinavien        | Europa                 |
| Ukraina             | Europa                 |
| Storbritannien      | Europa                 |
| Nordeuropa          | Europa                 |
| Västeuropa          | Europa                 |
| Sydeuropa           | Europa                 |
| Nordafrika          | Afrika                 |
| Egypten             | Afrika                 |
| Östafrika           | Afrika                 |
| Kongo               | Afrika                 |
| Sydafrika           | Afrika                 |
| Madagaskar          | Afrika                 |
| Ural                | Asien                  |
| Sibirien            | Asien                  |
| Jakutien            | Asien                  |
| Kamtjatka           | Asien                  |
| Irkutsk             | Asien                  |
| Mongoliet           | Asien                  |
| Japan               | Asien                  |
| Afghanistan         | Asien                  |
| Kina                | Asien                  |
| Mellanöstern        | Asien                  |
| Indien              | Asien                  |
| Siam                | Asien                  |
| Indonesien          | Australien             |
| Nya Guinea          | Australien             |
| Västra Australien   | Australien             |
| Östra Australien    | Australien             |

## Regler
Spelet har kommit ut i många olika upplagor, med mindre eller större skillnader i reglerna. Ett parti börjar inte sällan med att fastslå vilken version av reglerna som bör gälla i det aktuella partiet. För de senaste upplagorna gäller dock att spelarna i tur och ordning gör sina drag enligt följande turordning:
1. Placering av rekryter och eventuell inkassering av kort
2. Eventuell krigföring
3. Eventuell flytt

### Placering av rekryter
I början av en runda erhåller man rekryter för de landområden man besitter. Dessutom får man extra trupper för de världsdelar man besitter enligt nedanstående tabell.
| Kontinent   | Antal förstärkningar |
| ----------- | -------------------- |
| Nordamerika | 5                    |
| Sydamerika  | 2                    |
| Afrika      | 3                    |
| Europa      | 5                    |
| Asien       | 7                    |
| Australien  | 2                    |

Också genom kort. När spelaren lyckas vinna en strid under sin tur, belönas den ett kort. Kan max få ett kort under en runda. Kortet kan växlas in för att få flera trupper i nästa runda.

### Krigföring
Ett anfall går till så att man väljer ut en till tre egna arméer och flyttar dem till ett närliggande område för att ta över det. Sedan slår man med motsvarande antal tärningar och motspelaren får försvara sig med en eller två tärningar beroende på hur många försvarande arméer det finns i området. Om man slår högre än försvararens tärning(ar) så får försvararen plocka bort motsvarande antal arméer och man får påbörja en ny anfallsrunda. Man får göra hur många anfall som helst under sin runda.

### Eventuell flytt och inkassering av kort
När man är färdig får man ett Risk-kort om man lyckats med minst ett anfall, dock endast ett kort per tur.
Man får även flytta arméer från ett territorium till ett annat förutsatt att det alltid finns minst en armé i varje territorium.

### Fotnoter
1. ↑  Keith Veronese (30 mars 2012). ”The Origins and Evolution of the Strategy Board Game Risk” (på engelska). Gizmondo. Arkiverad från originalet den 10 oktober 2016. https://web.archive.org/web/20161010210725/http://io9.gizmodo.com/5897532/the-origins-and-evolution-of-the-strategy-board-game-risk. Läst 7 oktober 2016.
2. ↑  ”History of Risk” (på engelska). About. Arkiverad från originalet den 23 september 2012. https://web.archive.org/web/20120923031007/http://boardgames.about.com/od/risk/a/risk_history.htm. Läst 7 oktober 2016.